# Mordellistena podlussanyi
Mordellistena podlussanyi là một loài bọ cánh cứng trong họ Mordellidae. Loài này được Csetó miêu tả khoa học năm 1990.